# Stadio Pietro Barbetti
Lo stadio Pietro Barbetti si trova a Gubbio, in provincia di Perugia.
La capienza attuale dello stadio dopo i lavori effettuati nel 2011 è di 4936 posti a sedere. Lo stadio fa inoltre da sede all’AS Gubbio 1910.

## Storia
È stato inaugurato nel 1977 quando il Gubbio militava in Promozione. Precedentemente chiamato San Biagio, in via ufficiale dal 6 maggio 2006 prende il nome di Pietro Barbetti, alla guida dell'A.S. Gubbio 1910 a partire dal 1956 al 1958 e dal 1963 fino al 1970, finanziatore e sostenitore dei rossoblù per oltre 30 anni fino al giorno della sua morte in data 7 aprile 1986 mentre partecipava alla Mille Miglia, un'altra delle sue grandi passioni sportive.
Nell'aprile 2011 il Gubbio ha presentato un progetto per l'adeguamento del Barbetti in caso di promozione in Serie B, che è partito immediatamente dopo la matematica vittoria del campionato raggiunta dopo il 3-1 alla Paganese dell'8 maggio 2011. L'11 maggio 2011 infatti partirono ufficialmente i lavori di adeguamento, in linea con quelle che erano le prospettive avanzate dalla società eugubina, con l'installazione di una curva mobile per ospitare la tifoseria ospite (con 1188 posti) portando così la capienza totale da 4100 agli attuali 4939 spettatori, la messa a norma della recinzione, un nuovo ingresso atleti dalla parte di via del Bottagnone, il potenziamento dell'impianto di illuminazione (dai precedenti 270 lux ad 800 lux), la realizzazione di una palazzina per ospitare i nuovi spogliatoi, la nuova sala stampa, l'area ospitalità e l'inversione dei settori, con la tribuna centrale situata al posto della precedente gradinata e viceversa. L'inaugurazione a lavori compiuti avvenne in piena regola per l'inizio del nuovo campionato e precisamente nel Memorial Mancini il 7 agosto 2011 con un'amichevole tra Gubbio e Cesena, conclusasi per 3 a 1 in favore dei romagnoli, che si apprestavano a giocare per il secondo anno consecutivo in Serie A.

## Incontri
- Durante la preparazione ai mondiali di calcio di Italia '90, la Nazionale di calcio del Brasile, ha giocato un'amichevole contro il Gubbio allo Stadio Barbetti (allora chiamato San Biagio) finita 14-1 per la Seleção.
- Il 20 febbraio 2008 il Barbetti ha ospitato la finale della Coppa Umbria Eccellenza tra Todi e Trestina, vinta per 2-1 dai tuderti.
- Il 15 settembre 2010 il Barbetti ha ospitato la gara della nazionale italiana femminile di calcio contro la Francia, valevole come gara di ritorno dei play-off per la qualificazione alla fase finale del campionato mondiale in programma in Germania nell'estate del 2011. La gara è stata vinta dalla Francia per 3-2.
- Il 26 maggio 2012 il Barbetti ha ospitato la finale della Poule scudetto di Serie D tra Venezia e Teramo conclusa con la vittoria dei veneti per 3-2.
- Nel giugno 2012 si sono svolte le fasi finali del Campionato Primavera 2011-2012, che hanno visto trionfare l'Inter in finale sulla Lazio per 3-2 grazie ai gol di Marko Livaja, Luca Garritano e Samuele Longo.
- All'inizio della stagione 2012-2013 di Serie B, in attesa della ristrutturazione dello stadio Libero Liberati, la Ternana ha disputato 2 partite interne di Campionato e Coppa Italia al Barbetti. In queste partite ha ottenuto i seguenti risultati: Ternana-Trapani 2-0 (valida per il secondo turno della Coppa Italia 2012-2013) e Ternana-Modena 0-1 (valida per la seconda giornata della Serie B 2012-2013).
- Nel giugno 2013 si sono svolte le fasi finali del Campionato Primavera 2012-2013, che hanno visto trionfare la Lazio in finale sull'Atalanta per 3-0 grazie alla doppietta di Danilo Cataldi e al terzo gol di Mamadou Tounkara.